# Ньингчи Мэнлинг (аэропорт)
Ньингчи Мэнлинг (кит. трад. 林芝米林機場, упр. 林芝米林机场, пиньинь Línzhī Mǐlín Jīchǎng, палл. Линьчжи Милинь Цзичан, англ. Nyingchi Mainling Airport) — аэропорт в Тибете, уезда Мэнлинг округа Ньингчи (Китай). Аэропорт находится на высоте 2949 метров над уровнем моря, ниже чем другие тибетские аэропорты; длина взлётно-посадочной полосы 3000 метров.
Аэропорт Ньингчи Мэнлинг- третий аэропорт в Тибете. Стоимость строительства составляла 780 миллионов юаней (96.18 миллионов долларов США), включая инвестиции Генерального Управления гражданской авиации Китая (CAAC), годовой поток пассажиров предполагается довести до 120,000.
Аэропорт расположен в долине реки Ярлунг-Цангпо и окружён горами выше 4000 м, это один из самых трудных аэропортов для взлёта и посадки, когда самолётам приходится лавировать в узкой долине с сильными ветрами среди густых облаков. В самой узкой части долины расстояние между высокими горными хребтами составляет 4 км. Только 100 дней в году благоприятны для полётов по метеоусловиям.
Первый самолёт авиакомпании Air China Boeing 757 совершил посадку 12 июля 2006 года без пассажиров. Через 6 недель состоялся первый коммерческий рейс.